# Northumberland—Peterborough-Sud (circonscription provinciale)
Circonscription électorale provinciale du Canada
Northumberland—Peterborough-Sud ((en) Northumberland—Peterborough South) est une circonscription provinciale de l'Ontario représentée à l'Assemblée législative de l'Ontario depuis 2018. 

## Géographie
La circonscription consiste en le comté de Northumberland, une partie du comté de Peterborough incluant les cantons d'Asphodel-Norwood et d'Otonabee-South Monaghan, ainsi qu'une partie de la municipalité régionale de Durham.
Les circonscriptions limitrophes sont Haliburton—Kawartha Lakes—Brock, Peterborough—Kawartha, Hastings—Lennox and Addington, Baie de Quinte et Durham.

## Historique
| Législature | Années        | Député | Député        | Parti                     |
| --- | ------------- | ------ | ------------- | ------------------------- |
| Northumberland—Peterborough-Sud Circonscription issue de Northumberland—Quinte Ouest, Durham et Prince Edward—Hastings |               |        |               |                           |
| 42e | 2018-2022     |        | David Piccini | Progressiste-conservateur |
| 43e | 2022–2025     |        | David Piccini | Progressiste-conservateur |
| 44e | 2025–en cours |        | David Piccini | Progressiste-conservateur |